# Oost-Saksisch voetbalkampioenschap 1905/06
In 1905/06 werd het vierde voetbalkampioenschap van Oost-Saksen gespeeld, dat georganiseerd werd door de Midden-Duitse voetbalbond. De clubs uit Chemnitz en Mittweida gingen in de nieuwe Zuidwest-Saksische competitie. Dresdner SC werd kampioen en plaatste zich voor de Midden-Duitse eindronde. Chemnitzer BC gaf forfait in de halve finale en in de finale tegen VfB Leipzig gaf Dresdner SC zelf forfait omdat ze niet in het stadion van Wacker Leipzig wilden spelen.  
Dresdner FC Germania en FC Deutschland Dresden gingen een fusie aan, maar na één seizoen werd de fusie ontbonden. 

## 1. Klasse
| Plaats | Club                         | Wed. | W  | G | V | Saldo | Ptn.  |
| ------ | ---------------------------- | ---- | -- | - | - | ----- | ----- |
| 1.     | Dresdner SC 1898             | 12   | 11 | 1 | 0 | 88:10 | 23:1  |
| 2.     | BC Sportlust 1900 Dresden    | 12   | 9  | 2 | 1 | 45:14 | 20:4  |
| 3.     | Dresdner FC Guts Muts 1902   | 12   | 7  | 0 | 5 | 74:23 | 14:10 |
| 4.     | FV Sachsen 1900 Dresden      | 12   | 3  | 4 | 5 | 26:58 | 10:14 |
| 5.     | Germania/Deutschland Dresden | 12   | 3  | 2 | 7 | 17:40 | 8:14  |
| 6.     | FC Dresdensia 1898 Dresden   | 12   | 2  | 1 | 9 | 23:62 | 5:19  |
| 7.     | Dresdner FC von 1893         | 12   | 0  | 4 | 8 | 15:81 | 4:20  |

|  | Kampioen |